# Јелена Анжујска
Краљица Јелена, у старијој историографији позната и као Јелена Анжујска (око 1236 — Брњаци, 8. фебруар 1314) била је српска краљица, супруга српског краља Стефана Уроша I и мајка краљева Стефана Драгутина и Стефана Милутина. Након Урошеве смрти, а за време владавине својих синова, управљала је неко време Зетом. Помагала је многе цркве, како православне тако и римокатоличке. Саградила је манастир Градац у коме је и сахрањена. Због бројних заслуга проглашена је за светитељку, а њено житије је саставио српски архиепископ Данило II. У старијој историографији постојала је претпоставка о њеној припадности анжујској династији, али новија истраживања су показала да је са напуљским Анжујцима била тек у даљем, односно посредном сродству, док је поводом њеног стварног порекла указано на друга генеалошка решења.

## Историјски извори о краљици Јелени

### Писани извори
Историјски извори о животу краљице Јелене могу се поделити на писане и материјалне, односно на изворе домаћег и страног порекла. У српској средњовековној књижевности остала је забележена у добром сећању. Највише података забележено је у "Житију краљице Јелене", које је написао њен савременик, српски архиепископ Данило II (1324-1337). Њено житије припада корпусу хагиографско-биографских дела из "Даниловог зборника", који је такође познат под називом: "Животи краљева и архиепископа српских". Биографија краљице Јелене писана је хагиографским стилом, за разлику од биографија владара. По редоследу настанка, написано је пре Драгутиновог и Милутиновог житија, а такође и пре житија њеног супруга Уроша, за које се сматра да представља издвојени уводни део Драгутиновог житија. Житије краљице Јелене настало је 1317. године, односно три године након њене смрти.
Поред архиепископа Данила II, Јелену помињу и потоњи писци: патријарх Пајсије, Мавро Орбин и гроф Ђорђе Бранковић. Оставила је трага и у дипломатичкој грађи, пре свега у документима напуљског архива, захваљујући преписци са својим рођацима, анжујским владарима. Од грчких (византијских) извора, Јелену помиње Теодор Метохит у свом "Посланичком слову", приликом описа преговора између цара Андроника II и краља Милутина о женидби српског краља и малолетне принцезе Симониде. Јелена се помиње и у пет родослова: Карловачки, Загрепски, Пајсијев, Врхобрезнички и Пејатовићев родослов.
За Јелену су такође везана и нека локална народна предања. Изнад Добрског Села, Павле Ровински спомиње да постоји извор Краљичина вода, коју је по народној традицији из камена извела св. српска краљица Јелена. У другом тому "Етнографије Црне Горе", Ровински је навео још неколико народних легенди везаних за краљицу Јелену, на простору данашње Црне Горе.

### Материјални извори
Уз царицу Јелену, супругу Душана Силног, краљица Јелена је најчешће осликавана жена српског средњовековног фрескосликарства. У манастиру Сопоћани приказана је на фресци "Смрт Ане Дандоло", са ћерком Брнчом. Са супругом Урошем и синовима Милутином и Драгутином, Јелена је приказана на својој задужбини, у манастиру Градац, код гробног места. Такође је насликана на хоризонталној композицији лозе Немањића у Ђурђевим Ступовима. Јелена је насликана у Драгутиновој задужбини, манастиру Светог Ахилија, у природној величини. Последњи краљичин портрет је у манастиру Грачаница краља Милутина где је насликана као монахиња, заједно са супругом Урошем.
Поред фрески, Јеленин лик сачуван је и на две иконе на којима је такође осликана са синовима. Иконе су сличне и поклоњене су манастирима Светог Николе у Барију и Светог Петра и Павла у Риму.

## Порекло
Архиепископ Данило II у "Житију краљице Јелене" бележи да је била "од племена фрушкога, кћи славних родитеља, који су били у великом богатству и слави", али нигде не помиње имена њених родитеља. Слично томе, исти аутор у "Житију краља Уроша" бележи да је Јелена била "од царскога племена, од фрушкога рода", али такође без ближег помена њених родитеља. Због такве неодређености, Јеленино порекло дуго није могло бити утврђено, док се на основу уопштеног података о њеном "фрушком", односно француском пореклу сматрало да је потицала из неке западноевропске великашке породице или династије.
Накнадно је, тек током 19. века, на основу архивске грађе постало познато да су Јелена и њена сестра Марија од Кајеа биле у некаквом у сродству са Карлом I Анжујским (1266—1285), краљем Напуља и Сицилије, из чега су потом изведене и претпоставке о Јелениној припадности анжујској династији, а тим поводом је скован и термин Јелена Анжујска, који се временом одомаћио у делу историографије и публицистике, уз изношење додатних претпоставки о њеним родбинским везама.
Таква схватања су временом доведена у питање, поготово након 1984. године, када је британски слависта Гордон Макданијел указао на неодрживост претпоставке о њеној припадности анжујској династији, указавши на податке према којима је Јелена могла бити кћи грчко-угарског великаша Јована Анђела, господара Срема и Ковина (око 1235-1250) и француске племкиње Матилде од Вијандена, господарице Пожеге. По тој претпоставци, Јелена би по оцу била унука византијског цара Исака II Анђела и Маргарите Угарске, која је била кћи краља Беле III. Са мајчине стране, Јелена би по истој претпоставци била унука Маргарете од Куртенеа, сестре латинског цара Бодуена II.
Полазећи од предложених решења, истим питањем су се током наредних година бавили и други истраживачи, како страни тако и домаћи, што је у научној историографији временом довело до потпуног одбацивања првобитних заблуда о Јелениној припадности анжујској династији. Поводом питања о њеном стварном пореклу, предлагана су разна решења. Иако се већина истраживача определила за прихватање Мекданијелових претпоставки, разне појединости о Јеленином пореклу још увек нису у потпуности разрешене, тако да се то питање и даље сматра отвореним.

## Јелена током владавине краља Уроша
Јелена је у Србији  за краља Уроша (1243–1276) играла значајну политичку улогу. Са великом сигурношћу утврђено Јеленино угарско порекло сведочи о њеном значају у неговању добрих српско-угарских односа средином 13. века. Краљ Бела IV је након монголске најезде настојао да осигура јужну границу своје државе дипломатским акцијама и стварањем система бановина. Један од дипломатских напора угарског краља био је и учвршћење односа са српским владаром, што је највероватније остварено кроз женидбу Уроша и Јелене. Српски одреди учествују уз угарске у Пелагонијској бици, а такође и у саставу угарских одреда 1260. године у борбама са чешким краљем Отокаром II Пшемислом. Урош је присутан на женидби угарског принца 1264. године.
Јелена је током мужевљеве владавине предузимала кораке који су се чак противили и вољи српског краља. Краљ Урош је у више наврата водио ратове против Дубровачке републике. У једном свом писму дубровачком кнезу Ивану Сторлату и архиепископу Алеарду, Јелена се обавезала да у случају да српски краљ припрема војску да нападне Дубровник, обавести општину. Датација писма није поуздана, а понуђена су два решења: 1) писмо је издато у време српско-дубровачког рата (1265–1268), 2) писмо је издато после 1276. године, односно у време Драгутинове владавине.
Јеленином утицају приписују се и контакти Уроша и Карла Анжујског у време када је сицилијански владар настојао да створи балканску коалицију за борбу против византијског цара Михаила VIII Палеолога. Непозната је краљичина улога у догађајима везаним за приступ Српске цркве Лионској унији 1274. године, али се са правом претпоставља да је у зближавању Србије са западом Јеленина улога морала бити велика. У кореспонденцији са Карлом I и Карлом II Анжујским, Јелена је називана "предрагом рођаком", што сведочи о некаквој родбинској повезаности са Анжујцима, али у ком је степену сродства са њима била, није поуздано утврђено.

## Јелена током владавине краља Драгутина

### Грађански рат у Србији
Драгутин је још крајем седме деценије 13. века постао штићеник угарског краља Беле. Одневши победу у рату са Србијом 1268. године, Бела је наметнуо Урошу институцију "младог краља" којом је Драгутин именован наследником, уместо Милутина, који је био Урошев избор. Данило пише о притисцима Белиног сина Стефана на Драгутина да од оца захтева да му се додели комад земље на управу. Како Урош није одступао од своје централистичке политике, Драгутин се обратио Угарима за помоћ. Највероватније му је помоћ пружио славонски бан Јоаким Пектар, стварни господар у Угарској 1276. године. Захваљујући угарској помоћи, Драгутин односи победу у бици код Гацка и свргава оца са престола. Урош се повлачи у Хум где умире следеће године.
Утврдити Јеленин став у грађанском рату у Србији 1276. године није лако. Посредне податке добијамо из Јелениног житија. Архиепископ Данило пише да је Драгутин, након победе у грађанском рату, оделио комад земље мајци на управу и то из два разлога. Први разлог био је тај што је Драгутин још на почетку владавине хтео нагласити разлику између своје и очеве политике. Познато је да је краљ Урош завео политику крутог централизма, одстрањујући са чела појединих удеоних кнежевина потомке Мирослава и Вукана. Драгутин је одмах на почетку владавине оделио комад земље на управу мајци, а могуће и брату. Други разлог овог Драгутиновог поступка био је тај што је од мајке хтео добити опроштај због свргавања оца, што представља посредан доказ да се Јелена, бар у почетку, противила Драгутиновом поступку. Иако је Урош свргнут, Јелена је и после 1276. године наставила да носи титулу српске краљице, упоредо са Драгутиновом супругом Каталином. У Ђурђевим Ступовима је 1282. године титулисана као "велика краљица".

### Држава краљице Јелене
Додељивањем државе на управу краљици Јелени, Драгутин је одустао од очеве централистичке политике. Да ли је Милутин владао одређеним делом земље током братовљевог краљевања није познато. Драгутинов поступак свргавања оца уз помоћ стране најамничке куманске војске није наишао на одобравање многих значајних фактора у земљи. Архиепископ Јоаникије је, као представник српске цркве, својевољно напустио архиепископску столицу солидаришући се са старим краљем и одлазећи са њим у Хум. Умро је у Хуму 1279. године, а његово тело пренела је краљица Јелена у Сопоћане, где је сахрањено поред тела Урошевог. По први пут у средњем веку је територија на управу додељена једној жени. Време када је Драгутин доделио државу на управу својој мајци не може се прецизно утврдити, али се то, по писању Даниловом, догодило након Урошеве смрти, дакле после 1. маја 1277. године.
Територија Јеленине државе обухватала је: Зету, Требиње, Плав и Горњи Ибар. Јеленина власт у Требињу и у Зети посведочена је у бројним дубровачким документима. Територија "земље" Требиње обухватала је старе жупе Травуније и Требињску жупу, допирући до дубровачког залеђа. Краљица је у требињској области често боравила и имала је тамо свој двор, можда у Цавтату. Са Дубровником је на овим просторима вођен осамдесетих година 13. века спор око винограда. У старијој историографији сматрало се да Јелена није управљала Ускопљем, али су таква мишљења одбачена као нетачна. Јелена је власт над Улцињом уступила својој сестри Марији де Кајо у ранијим изворима навођеној као Марија де Шор. Владавина краљице Јелене над Требињем и Зетом трајала је до 1306. године, док је остатак живота краљица провела на својим територијама у унутрашњости земље. У долини Ибра, Јелена је сасвим сигурно држала области око двора у Брњацима и око манастира Градац. Остале жупе које је Јелена држала у Горњем Ибру нису познате.

### Спољнополитички утицај Јелене од 1276. до 1282. године
Појединости из Драгутинове шестогодишње владавине нису познате. Архиепископ Данило не описује овај период Драгутиновог живота, концентришући се на године након Драгутинове абдикације у Дежеву. Поједине податке о спољнополитичком курсу Србије овог периода добијамо углавном из страних извора. Јеленин утицај на спољнополитичку оријентацију српске државе у овом периоду био је веома јак. Одмах по доласку на власт, Драгутин је потврдио повластице Дубровчанима и током читаве своје владавине одржавао је добре односе са том републиком, што свакако треба приписати утицају мајке.
Србија такође наставља да одржава добре односе са Јелениним рођаком Карлом Анжујским, прихватајући договор у Орвијету из 1281. године. Међутим, Сицилијанско вечерње из 1282. године отклонило је бар за неко време опасност по Византију која је долазила са запада, те су ови спољнополитички напори српске државе остали без резултата. Какав је став Јелена заузела у догађајима из 1282. године потпуно је непознато. Нису познати ни догађаји који су претходили Драгутиновој абдикацији, али се са разлогом сумња да је пад са коња био само повод, а не узрок абдикације старијег брата у корист млађег.

## Јелена током владавине краља Милутина
Јеленина држава опстала је у пуном обиму и након 1282. године. Она се јавља као гарант слоге и јединства међу браћом. Односи Милутина и Драгутина између 1282. и 1299. године били су добри. Браћа воде заједничке ратове против Византије и куманских владара Дрмана и Куделина, ширећи границе српске државе. Драгутин је од угарске краљице-мајке, Јелисавете (Каталинине мајке) добио на управу Мачванску бановину и Усору и Соли, заједно са Београдом. Гордон Мак Даниел је сматрао да је Драгутин права на ове територије полагао и преко мајке, јер је његов деда, Јован Анђел, управљао јужним деловима Угарске још крајем прве половине века, као "господар Срема".
Јелена током владавине млађег сина одржава добре односе са папством. Папа Никола IV 1288. године пише писма Милутину и Драгутину наговарајући их да пристану на унију. Папа је рачунао на помоћ краљице Јелене у својој дипломатској офанзиви на Балкану. Мада је она пропала, односи папе и Јелене нису нарушени. Никола је 1291. године преко Јелене послао писмо бугарском патријарху Јоакиму III и Георгију Тертеру I.
Током Милутинове владавине Јелена гради православни манастир Градац у коме је после смрти сахрањена. Манастир је био посвећен Богородици, а налази се на обронцима Голије, удаљен од саобраћајница. По својој задужбини, у којој је и сахрањена, краљица-ктиторка је постала позната и као Јелена Градачка, а недуго након смрти проглашена је за светитељку.

### Став Јелене према грађанском рату Милутина и Драгутина
Однос Милутина и Драгутина квари се 1299. године, услед приближавања млађег брата византијском цару Андронику II. Овај поступак краља Милутина био је инспирисан са једне стране спољнополитичком опасношћу од Ногајевог каната, а са друге стране његовом тежњом да се повеже са византијском царском породицом Палеолога и тиме својим потомцима обезбеди предност приликом наслеђивања рашког престола. Дежевском одредбом о наследнику предвиђено је да Милутин заузме рашки престо, али да га након смрти наследи Драгутинов син Владислав. Очигледно је Милутинова намера приликом приближавања Цариграду била да одбаци дежевску одредбу о наследнику. Такође, провизантијска политика Милутина косила се са Драгутиновом политиком ослањања на Угарску. То су разлози због којих 1299. године избија сукоб између Милутина и Драгутина.
Какав је био став краљице Јелене 1299. године? Податке о томе даје нам Теодор Метохит, посланик цара Андроника у преговорима са српским двором. Један од главних захтева грчке стране био је да свадби Милутина и Симониде присуствује краљица мајка као гарант добре воље са српске стране. Милутин се правдао даљином Јеленине државе, њеном старошћу, као и лошим временом, али су прави разлози вероватно били друге природе. Наиме, Јелена није могла остати пасивна у тако значајним догађајима који су нарушавали односе међу њеним синовима и вероватно је заузела страну Драгутина.

### Повлачење из Зете
У старијој историографији сматрало се да се Јелена повукла из Зете 1309. године, када је Стефан Дечански по први пут посведочен као управник ове области у једном млетачком документу. Међутим, новија сазнања одбацила су овакву датацију. Зета је и раније додељивана на управу престолонаследницима који су тамо стицали државничка искуства. Још од времена Вукана Зета је слабо била повезана са централном влашћу. Вуканов син Ђорђе владао је као краљ над Зетом најраније до 1217. године. Краљевску титулу можда је изгубио након што је Стефан Првовенчани добио краљевску круну од папе. Током Урошеве владавине Зетом је управљао његов брат, свргнути краљ Владислав. Јелена управља Зетом од 1276. године, када ју јој је доделио син Драгутин. Хронологија њеног одласка из приморја утврђена је захваљујући Ратачкој повељи краља Милутина. Повељом манастиру Свете Богородице Ратачке од 15. марта 1306. године Милутин је потврдио повластице својим претходника (укључујући и повластице које је дала Јелена) овом манастиру. Овакве повеље издавале су се приликом смене на власти, те се 1306. година узима као година силаска Јелене са власти у Зети и Требињу. Остатак живота Јелена је провела у својим земљама у унутрашњости.

## Последње године
Краљ Милутин у преговорима са папом Климентом V из 1308. године поводом склапања црквене уније помиње мајку Јелену. Наиме, суочен са могућношћу да Карло Валоа, брат француског краља Филипа IV, покрене поход крсташки против Византије, који би могао проћи и преко српских земаља, Милутин је покренуо преговоре о ступању у антивизантијску коалицију, а истовремено и о склапању црквене уније са западом. Међутим, како се антивизантијска коалиција распала, Милутин више није имао мотива за црквеном унијом, те се папским посланицима правдао како не може прећи у римокатоличанство "јер се плаши мајке и брата". Колико у овим речима има истине, није могуће утврдити. Јелена свакако 1308. године није могла активније утицати на политику млађег сина, те се може закључити да је Милутин поменуо мајку само како би прибавио оправдање за свој поступак. Исто тако би се ове речи могле протумачити као подршка старе краљице Драгутину у последњим годинама сукоба Милутина и Драгутина. То би значило да се Јелена одрекла политике блискости са папством и западом, што овакве претпоставке чини мало вероватним.
Последње године свог живота Јелена је провела на свом двору у Брњацима. Према речима архиепископа Данила, Јелена се замонашила по православном обреду. Последња жеља била јој је да буде сахрањена у својој задужбини, манастиру Градац.

## Смрт
Данило у "Житију краљице Јелене" подробно описује смрт српске светитељке. Почетком фебруара 1314. године Јелена се тешко разболела. Осетивши да јој се ближи крај, наредила је да се позову сви чиновници, епископи и игумани на двор у Брњацима. Тамо је и умрла 8. фебруара 1314. године. Данило, који је такође присуствовао овим догађајима, тада је био бањски епископ. Јеленина жеља била је да је сахране у Градцу. Неколико дана чекало се на долазак архиепископа Саве III и сина Милутина, док Драгутин "није могао приспети из далеке земље" већ је на сахрану послао своје. Историчари су у овим Даниловим речима видели наставак сукоба између браће и након завршетка грађанског рата, што се не може поуздано тврдити. Тек после неког времена Драгутин је посетио гроб своје мајке, након чега се са братом састао у Паунима. Недуго потом, Јеленин гроб посетиле су и Симонида и Катилина.

## Канонизација
Краљица Јелена канонизована је три године након смрти. Данило је написао њено житије као прославни састав неопходан настанку једног култа. Јелена је, иначе, једина жена српског средњег века којој је посвећено житије и, уз Ану (супругу Стефана Немање) и Ангелину, једина жена којој је посвећен култ. Пренос тела (из Брњака у Градац) и полагање у гроб, као неопходни кораци који претходе канонизацији извршени су још 1314. године. Јелена се 1317. године јавила у сну једном монаху манастира Градац и рекла да јој се тело извади из гроба. Јеленино тело је нађено нетакнуто. Чину су присуствовало рашки епископ Павле и Данило, тада хумски епископ, као и архиепископ Сава.
Јелена нема засебну службу, већ се помиње на неколико места у служби краља Милутина. Прославља се 30. новембра. За Јелену се везује и чудотворни крст кога је она поклонила манастиру Сопоћани. Он се у 18. веку чувао међу реликвијама на аустријском двору,

## Заоставштина
Јелена се замонашила у цркви Светог Николе у Скадру; као монахиња je умрла на двору у Брњацима 8. фебруара 1314. Основала је прву женску школу у тадашњој Србији. Организовала је преписивање књига на двору и тако произведене књиге је касније поклањала.  Такође, у свом двору је имала и чувено књигохранилиште, то јест библиотеку. Корице су израђиване код златара у Котору.
Њен двор налазио се на самом рубу данашњег Косова и Метохије у месту Брњаци, на северној страни планине Мокра гора, четири километра уз Брњачку реку (област горњи Ибар). Ту се налазила њена чувена школа где су сиромашније девојке училе вез и остале послове, али и писменост и музику. Била је у добрим односима са Дубровником. Осим дворца у Брњаку, крљица Јелена имала је и град Јелач на Рогозни. Као задужбина помиње се и црква на Госпођином врху у селу Бишево у Рожајама чији остаци и данас постоје, али нема доказа да је то заправо задужбина краљице Јелене.
Као и други Немањићи зидала је задужбине. Најпознатија њена задужбина је манастир Градац (крајем XIII века) где је и сахрањена, као и црква светог Николе у Скадру где је замонашена. Обнављала је велики број светиња, међу њима и манастир Светих Сергија и Ваха на обалама реке Бојане код Скадра. Помагала је пуно и католичке светиње.

## Наслеђе
- Заслугом Јована Дучића, у бедеме требињског Кастела је постављен краљици споменик Јелени.[70]
- Крајем 1920. године, у Београду је основан Одбор у сећање на српску краљицу јелену Јелену (Comité d'Hélène d'Anjou Reine de Serbie), у циљу "одржавања пријатељске везе између српског и француског народа и култивирања историјске традиције прошлости које је ова племенита Францускиња у српском народу оставила. Комитет је под високом заштитом Њ.В. Краља и дели се у париску секцију - под председништвом војвоткиње од Изеса - чланице виконтеса де Фонтенеј, Жилиет Адам, бароница де Боон, гроф Рерих Оман, Берар Брине и друге и београдску секцију под председништвом г-ђе Пашић."[71]
- Постоји невладина организација „Јелена Анжујска“ у северном делу Косовске Митровице.
- Радослав Златан Дорић је 1996. године добио награду „Бранислав Нушић“ за комедију „Јелена Анжујска“.
- 2004. године Миладин Стевановић је објавио књигу „Краљица Јелена Анжујска“ на 202 стране (.  978-86-7712-032-0. изд. Књига-комерц, Београд).
- Ана Атанасковић је 2008. године објавила роман „Јелена Анжујска“ на 186 страна ( 978-86-7844-061-8. , изд. Феникс Либрис, Београд). Треће, допуњено издање романа “Јелена Анжујска”, „Краљица јоргована: романсирана биографија Јелене Анжујске“ објавила је издавачка кућа Само корак.
- Стојана Магделинић је 2010. године објавила друго издање романа „Доротеа“ о краљици Јелени ( 978-86-83337-49-1. , изд. Рашка школа)
- Удружење „Јеринин Град“ из Трстеника изводило је позоришну представу „Јелена Анжујска“ на бројним манифестацијама широм Србије, по сценарију Александра Кандића а у режији Давида Јовановића.
- Дани јоргована, сваког 26. априла у Краљеву, почев од 1993. године.

## Потомство
Јелена и Урош су имали барем четворо деце:
- Стефан (умро средином 13. века), пронађен му је гроб у Студеници.[72]
- Стефан Драгутин (око 1250. - 12. март 1316), краљ Србије (1276–1282), краљ Сремске земље (1284-1316)
- Стефан Милутин (око 1254. - 29. октобар 1321), краљ Србије (1282–1321)
- Брнча (умрла после 1264) - насликана на лозама Немањића и на фресци "Смрт Ане Дандоло" у манастиру Сопоћани.[73]

У старијој историографији се сматрало да су Урош и Јелена имали још једну ћерку. Грешка је настала захваљујући погрешно прочитаним изворима.

## Галерија
- "Смрт Ане Дандоло" у Сопоћанима.
- Икона „Апостоли Петар и Павле“ из 1282. године са приказом краљице Јелене (центар) са њеним синовима Драгутином (лево) и Милутином (десно).
- Краљица Јелена, монахиња, и син краљ Милутин, монах, фреска из Грачанице (1324).

## Извори и литература
Извори
- Баришић, Фрањо; Ферјанчић, Божидар, ур. (1986). Византијски извори за историју народа Југославије. 6. Београд: Византолошки институт.
- Даничић, Ђура, ур. (1866). Животи краљева и архиепископа српских, написао архиепископ Данило. Загреб: Штампарија Светозара Галца.
- Мак Данијел, Гордон; Петровић, Дамњан, ур. (1988). Данило Други: Животи краљева и архиепископа српских: Службе (PDF). Београд: Просвета; Српска књижевна задруга. Архивирано из оригинала (PDF) 20. 1. 2025. г.
- Марјановић-Душанић, Смиља (2002). „Повеља краља Милутина опатији Св. Марије Ратачке: 1306, март 15.”. Стари српски архив. 1: 13—29.
- Мирковић, Лазар; Радојчић, Никола, ур. (1935). Архиепископ Данило: Животи краљева и архиепископа српских (PDF). Београд: Српска књижевна задруга. Архивирано из оригинала (PDF) 30. 1. 2025. г.
- Стојановић, Љубомир (1927). Стари српски родослови и летописи (PDF). Зборник за историју, језик и књижевност српског народа: Прво одељење. 16. Београд: Српска краљевска академија.

Литература
- Bácsatyai, Dániel (2017). „A 13. századi francia–magyar kapcsolatok néhány kérdése” (PDF). Századok. 151 (2): 237—278.
- Божић, Иван (1950). „О положају Зете у држави Немањића”. Историски гласник. 3 (1–2): 97—122.
- Van Tricht, Filip (2020). „Latin Emperors and Serbian Queens Anna and Helena: Genealogical and Geopolitical Explorations in the Post-1204 Byzantine World”. Frankokratia. 1 (1–2): 56—107. doi:10.1163/25895931-12340002.
- Вуковић, Сава (1996). Српски јерарси од деветог до двадесетог века. Београд: Евро.
- Динић, Михаило (1978). Српске земље у средњем веку: Историјско-географске студије. Београд: Српска књижевна задруга.
- Живковић, Војислав (2021). Српски краљеви Драгутин и Милутин: Проблем наслеђа српског престола крајем 13. и почетком 14. века. Ниш: Центар за црквене студије.
- Јечменица, Дејан (2018). Немањићи другог реда. Београд: Филозофски факултет.
- Кандић, Оливера (2005). Градац: Историја и архитектура манастира. Београд: Републички завод за заштиту споменика културе. ISBN 978-86-80879-42-0.
- Ковачевић, Јован (1955). „Традиција о Дукљанском краљевству код Немањића”. Историски часопис. 5: 291—294.
- Копривица, Марија (2015). „Држава краљице Јелене”. Јелена - краљица, монахиња, светитељка. Брвеник: Манастир Градац. стр. 13—26.
- Крнета, Мила, Обликовање модела идеалне српске српске средњовјековне краљице, Зборник радова Ниш и Византија 16, 2017. 263-275.
- Мак Даниел, Гордон. „Генезис и састављање Даниловог зборника“. Архиепископ Данило Други и његово доба, међународни научни скуп поводом 650 година од смрти 1987. године, САНУ, 1991. 217-224.
- Мијатовић, Чедомиљ (1903). „Ко је краљица Јелена?”. Летопис Матице српске. 217: 1—30.
- Митровић, Катарина (2015). „Краљица Јелена и бенедиктинске традиције у Приморју”. Јелена - краљица, монахиња, светитељка. Брвеник: Манастир Градац. стр. 65—81.
- McDaniel, Gordon L. (1984). „On Hungarian-Serbian Relations in the Thirteenth Century: John Angelos and Queen Jelena” (PDF). Ungarn-Jahrbuch. 12 (1982—1983): 43—50.
- McDaniel, Gordon L. (1986). „The House of Anjou and Serbia”. Louis the Great: King of Hungary and Poland. Boulder: East European Monographs. стр. 191—200. ISBN 978-0-88033-087-9.
- Павловић, Леонтије. Култови лица код Срба и Македонаца (историјско-етнографска расправа). Смедерево: Народни музеј, 1965.
- Пантић, Мирослав (1998). „Краљ Драгутин и Дубровиник”. Рачански зборник. 3: 91—96.
- Пејић, Светлана (2015). „Краљица и монахиња Јелена и црква Благовештења манастира Градац - цртице о даривањима”. Јелена - краљица, монахиња, светитељка. Брвеник: Манастир Градац. стр. 187—196.
- Petrovitch, Nicolas (2015). „La reine de Serbie Hélène d'Anjou et la maison de Chaources”. Crusades. 14 (1): 167—182. ISBN 978-1-4724-6841-3. doi:10.1080/28327861.2015.12220366.
- Поповић, Мирослав М. (2010). Српска краљица Јелена између римокатоличанства и православља. Београд: Институт за теолошка истраживања.
- Поповић, Мирослав М. (2015). „Нови осврт на датовање писма-заклетве краљице Јелене дубровачком архиепископу, кнезу и општини”. Јелена - краљица, монахиња, светитељка. Брвеник: Манастир Градац. стр. 53—59.
- Поповић, Мирослав М. (2016). „Стефан Драгутин и Римокатоличка црква” (PDF). Баштина. 41: 77—99.
- Поповић, Мирослав М. (2020). Стефан Драгутин - верска политика и култ: Прилози за биографију. Приштина-Лепосавић: Институт за српску културу.
- Порчић, Небојша (2021). „Марија, сестра српске краљице Јелене” (PDF). Историјски часопис. 70: 31—68. doi:10.34298/IC2170031P. Архивирано из оригинала (PDF) 20. 1. 2025. г.
- Пурковић, Миодраг. Принцезе из куће Немањића. Београд: Пешић и синови, 1996.
- Пурковић, Миодраг. Авињонске папе и српске земље. Горњи Милановац: ЛИО, 2002.
- Ристић, Дејан (2019). Митови српске историје. Београд: Вукотић медија. стр. 237. ISBN 978-86-81510-01-8.
- Ровински, Павел А. (1998). Етнографија Црне Горе, том II. ЦИД - Подгорица.
- Станковић, Влада, Краљ Милутин, Београд: Фреска, 2012.
- Станојевић, Станоје (1936). „Краљ Драгутин”. Годишњица Николе Чупића. 45: 1—18.
- Станојевић, Станоје (1937). „Краљ Милутин”. Годишњица Николе Чупића. 46: 1—43.
- Узелац, Александар (2021). „Марија де Кајо, сестра краљице Јелене”. Између Подунавља и Средоземља. Пожаревац; Ниш: Народни музеј; Центар за црквене студије. стр. 187—206.
- Ћирковић, Сима (1970). „Зета у држави Немањића” (PDF). Историја Црне Горе. 2 (1). Титоград: Редакција за историју Црне Горе. стр. 3—93.
- Ћоровић, Владимир. „Подела власти између краљева Драгутина и Милутина 1282-1284. године“. Глас СКА 136, Српска манастирска штампарија, 1929. 5-12.